# Жуков, Николай Андреевич
Николай Андреевич Жуков (1920—1984) — старшина 2-й статьи Военно-морского флота СССР, участник Великой Отечественной войны, Герой Советского Союза (1945).

## Биография
Николай Жуков родился 1 августа 1920 года в посёлке Болшево (ныне — в черте города Королёв Московской области). Получил неполное среднее образование, после чего работал слесарем на заводе. В 1939 году Жуков был призван на службу в Военно-морской флот СССР. Окончил школу оружия учебного отряда Балтийского флота. С 1941 года — на фронтах Великой Отечественной войны. К октябрю 1944 года старший матрос Николай Жуков был комендором бронекатера «БК-510» дивизиона бронекатеров бригады шхерных кораблей Балтийского флота.
В ночь с 30 на 31 октября 1944 года, когда бронекатер, в экипаж которого входил Жуков, при возвращении из дозора подорвался на мине, команда принялась заделывать пробоины. Членам экипажа удалось спасти катер от затопления, но он потерял управление, в результате чего его стало относить на другую мину. Жуков бросился в ледяную воду и отбуксировал мину с траектории движения катера.
Указом Президиума Верховного Совета СССР от 20 апреля 1945 года за «образцовое выполнение боевых заданий командования на фронте борьбы с немецкими захватчиками и проявленные при этом мужество и героизм» старший матрос Николай Жуков был удостоен высокого звания Героя Советского Союза с вручением ордена Ленина и медали «Золотая Звезда» за номером 2923.
В 1947 году в звании старшины 2-й статьи Жуков был демобилизован. Вернулся в Калининград (ныне — Королёв Московской области), работал мастером на одном из городских предприятий. Скончался 27 мая 1984 года, похоронен на Болшевском кладбище Королёва.
Был также награждён рядом медалей.
Памятник Жукову установлен в Балтийске, в его честь назван теплоход.